# حیدر یغما
حِیْدَر یَغْما (۲۰ دی ۱۳۰۲ – ۲ اسفند ۱۳۶۶) شاعر ایرانی و متولد روستای صومعه در شمال نیشابور و در جوار رشته کوه بینالود بود. یغما به سبب شغل اصلی‌اش که در حدود ۳۰ سال از زندگی‌اش را بدان اشتغال داشت، به «شاعر خشتمال نیشابوری» مشهور است. وی فاقد سواد رسمی و کلاسیک بود اما شعر می‌سرود. نوع ادبی مورد علاقه‌ی وی، غزل بود و دیوانش، عمدتا بر این نوع تکیه دارد اما تعدادی رباعی، قصیده، مثنوی و ترکیب‌بند هم در آن دیده می‌شود.

## زندگی‌نامه
بنا بر مندرجات شناسنامه حیدر یغما، وی در بیستم دی ماه سال ۱۳۰۲ شمسی در روستای صومعه از توابع دهستان مازول در خانه ی محمد و کشور ،یغما به دنیا آمد.
برای پی بردن به ویژگی‌های شخصیتی یغما بد نیست بدانیم که حدود صد سال پیش، گروهی از بادیه‌نشینان حاشیهٔ کویر مرکزی ایران، به قصد زیارت مرقد امام هشتم شیعیان، عازم مشهد شدند. سفر طولانی و سخت بود و کاروانیان فقیر و رنجیده و بیمار. بزرگ کاروان، اسماعیل پسر حیدر بیگ، در میانهٔ راه به سختی بیمار شد و در نیشابور درگذشت. 
اعضای خانوادهٔ بزرگ اسماعیل در یکی از روستاهای شمال نیشابور سکنا گزیدند و هنگامی که سا‌ل‌ها بعد مأموران اداره سجل رضا خانی به این روستا رفتند و از «کشور» و «محمد» پسر اسماعیل و یوسف، نام و نسبشان را پرسیدند، آن‌ها گفتند که حیدر بیگ را در کویر یزد، یغما می‌گفته‌اند.
بدین ترتیب دو شناسنامه برای محمد و کشور صادر شد و فامیل هر دوی آن‌ها به حکم همخونی، یغما نوشته گردید؛ آن‌ها دخترعمو و پسرعمو بودند و بر اساس عقاید سنتی، عقدشان در آسمان‌ها بسته شده بود.
کویر، بیابان، مهتاب و شب، عناصری بودند که از راه خون و توارث، در وجود حیدر یغما استوار شده بودند و شاید اگر نمی‌دانستیم سر گذشت اسلافش چه بوده، شاید تعلق خاطر جنون‌آ‌میز او به شب و بیابان و آتش و مهتاب، برای همیشه یک راز مکتوم باقی می‌ماند.
حیدر یغما به یاد می‌آورد که پدرش دهقان یک ارباب بوده و مادرش علاوه بر مشغولیت‌های معمول یک زن روستایی، به کار نانوایی اشتغال داشته است؛ کاری که چشم‌هایش را بر سر آن‌ها نهاده بوده است.
زندگی تلخ و مشقّت‌بار دوران کودکی، و فقر عمیق و تأثرانگیز خانواده، آثاری شگرف بر اندیشه و روح حیدر باقی گذاشت. این تأثیرات چنان شدید و گزنده بود که در طول تمام زندگی شاعر، همچون انگل‌هایی زالومانند بر فکر و ذهنش سنگینی کرد و بر همه سروده‌هایش سایه انداخت. او می‌گفت «در سال‌هایی که من به خاطر دارم، کشور (مادربزرگم)، تنها آرزویش این بود که پسر بی‌قرار و چموش خود را یک بار به سیری دل ببیند و می‌گفت تا آن جا که به خاطر دارد، هرگز او را آرامش‌مند و محجوب و برقرار ندیده است».
هزار بار به یاد می‌آورم که قصه فرارهای مکرّر این تنها پسر خانواده از خانه و زندگی را، برایم باز می‌گفت و هنگامی که به آخر قصّه می‌رسید و می‌گفت که برای آرام کردن و به سامان رساندن این جوان ناآرام و بی‌قرار، رنج‌های زیادی کشیده است، به سختی می‌گریست؛ امّا لحظاتی بعد می‌خندید و می‌گفت: «او مهربان‌ترین و نجیب‌ترین مرد دنیاست، فقط محمد یغما بود که مثل او بود».
از خاطراتی که کشور یغما و خود حیدر نقل می‌کردند، چنین دریافت می‌شد که او فقط سال‌های اول زندگی را میهمان خانواده بوده و همین که توانسته خودش گوسفندان را بچراند، گاوها را آب بدهد، زمین‌ها را بیل بزند و زراعت را آبیاری کند، دیگر در کنار مادر و پدر نمانده و سفرهای مکرّر و طولانی خود را آغاز کرده است.
محدودهٔ این سفرها، از اقلیم جغرافیایی بینالود تجاوز نمی‌کند. از نشانه‌هایی که در گفتار او و مادرش بود و نیز از بعضی شواهد دیگر چنین بر می‌آید که او می‌باید در نوجوانی و جوانی، به بیشتر روستاهای دامنه بینالود سفر کرده و انواع مشاغل سنتی روستاییان را فرا گرفته باشد.
شواهد یاد شده، می‌گوید که مهمترین انگیزه و عامل گریزهای بی‌حساب او از خانه و خانواده، یک نوع ناآرامی روحی و هیجان درونی بوده که به گواه اشعار وی و نیز به شهادت زندگی بسیار نابسامانش، تا واپسین روزهای عمرش، در او به قوّت امتداد یافته و صحنه‌های مختلف حیات فردی و اجتماعی او را متأثر ساخته است.
این بی‌قراری و تشنج روانی، چنان نگران کننده بوده که در دوره‌ای از زندگی ادبی‌اش، او را بشدت از مردم و جامعه دور کرده و به کنج عزلت کشانده است. گویا او، به تلافی هجران جبری اسلافش از وسعت آزاد کویر، پیوسته خود را به آب و آتش می‌زده تا در جایی به پهنا و آرامش صحرای بزرگ لوت، قرار یابد و چون این سرگشتگی را چاره نمی‌دیده، داغ فراق محبوبش -کویر و آزادی- را در سروده‌هایش متجلّی می‌کرده است.
از دورهٔ نوجوانی و جوانی یغما اطلاعات کافی و کاملی نداریم و یادهای پراکنده‌ای که در ذهن اطرافیان او هست، به هیچ وجه برای روشن کردن نقاط تاریک این دوره کفایت نمی‌کند. ما دقیقاً نمی‌دانیم که او و خانواده‌اش چه زمانی «صومعه» را ترک کردند و به نیشابور آمدند. همین‌طور روشن نیست که او در چه سنی معتاد شد. اما می‌دانیم که اعتیادش تا حدود سی و دو سالگی پایدار بود.
صفورا همسر یغما که دختری روستایی و بی‌سواد بوده، در حدود سی‌سالگی یغما به عقد او در می‌آید، در حالی که خود بیست‌ و یک ساله بوده است.
آن طور که خود صفورا می‌گوید در خانهٔ یک ارباب، کلفت بوده که کسانی از خانواده ارباب پدر حیدر به خواستگاری او می‌آیند. به احتمال زیاد این رویداد، پس از این که حیدر، خدمت نظام را تمام کرده و به نیشابور بازگشته، توسط یکی از دوستانش که با او در کارخانهٔ برق کار می‌کرده‌اند، سامان گرفته است.
صفورا (مادرم) از قول یغما نقل می‌کند که خانوادهٔ حیدر، زمانی که حیدر حدوداً ۱۵ ساله بوده، به شهر آمده‌اند و در اصطبل «باغ مجتهدی» خانه گرفته‌‌اند.
در این زمان حیدر در روستاهای فرخک، بوشرآباد، غار، میرآباد و دیگر آبادیهای دامنه بینالود، عمر به خوشباشی و عاشق پیشگی می‌گذرانده و از راه کارگری ارتزاق می‌کرده است.
صفورا همچنین تعریف می‌کند که پس از آن‌که مادر و خواهر حیدر، او را در روستایی در حوالی نیشابور یافته و به او گفته‌اند که پدرت از بیماری درگذشته است، او به خانه پدری برگشته، اما ماندن وی دیرپا نبوده و کمتر از یک هفته نزد آن ها نمانده است.
کشور (مادر حیدر) زمانی که زنده بود، تعریف می‌کرد که: «وقتی با مصیبت زیاد او را یافتیم و به خانه بازگرداندیم و از او خواستیم که سرپرستی ما را پس از پدرش به عهده بگیرد. حیدر وعده کرد که بماند و ابراز دل‌سوزی کرد. اما این وعدهٔ او یکی دو روز بیشتر وفا نداشت و یادم هست هنگامی که به او پول دادم تا برود و برایمان کمی نفت بخرد، او رفت و یک ماه بعد برگشت.»
صفورا می‌گوید که حیدر در این زمان معتاد بوده و تریاک می‌کشیده است. اما آن چه یغما در نقل‌هایش برای اطرافیان، به آن اشاره کرده و در آن از اعتیاد خود سخن گفته، مربوط به سال‌های بعد یعنی حدود سی‌سالگی‌اش بوده است. از این دو گفته -اگر چه یقین نیست- چنین می‌توان نتیجه گرفت که یغما سال‌های زیادی از جوانی‌اش را در باتلاق اعتیاد دست و پا زده و آن طور که خودش می‌گفت فاصله‌ای تا غرق شدن نداشته است.
به هر حال معلوم است که پدر و مادر حیدر به همراه تنها خواهرش خدیجه در حدود سالهای ۱۳۱۵ شمسی به نیشابور کوچیده‌اند و همان طور که گفتم در اصطبل باغ مجتهدی در خیابان دارایی این شهر ساکن شده‌اند.
هنگامی که محمد (پدر حیدر) فوت می‌کند، کشور و خدیجه، حیدر را می‌یابند و به خانه می‌آورند. حیدر اگر چه تاب آرام گرفتن در خانه را ندارد، چند گاهی بعد او را به خانه پدرش می‌برند و به کارگری در آن خانه می‌گمارند.
صفورا به یاد می‌آورد که یغما برایش تعریف می‌کرده که شبی می‌خواسته از خانه ارباب بگریزد و به روستا برود. او اضافه می‌کند که حیدر عاشق بوده و به دنبال معشوق خود به روستا می‌رفته است. 
یغما در سال‌های شاعری‌اش بر خیلی‌ها عاشق شد و می‌گفت که بدون عشق، شاعر، از سرودن باز می‌ماند. او نیز روایت می‌کرد که عامل ترک اعتیادش، عشوهٔ جوانانهٔ دخترکی سفید چادر و زیباروی بوده است. آن طور که صفورا می‌گفت و می‌گوید یغما چه در آن سال‌های جوانی، چه پس از ازدواج و چه در دورهٔ حیات ادبی، همیشه بر چهره‌ها‌ و زلف‌های زیبا عاشق می‌شد و این عشق‌ها گویا مهمترین انگیزهٔ سرایِش اشعارش بوده است.
به هر حال، آنچه مسلّم می‌نماید، این است که او در سن سی‌سالگی و هنگام ازدواج، هنوز معتاد بوده و تریاک می‌خورده است. یکی از بحث‌های جالب و مورد اختلاف در زندگی یغما، چگونگی سواددار شدن و ورودش به حوزهٔ ادبیات فارسی است.
داستان‌هایی که خودش در مورد باسواد شدن و کتاب‌خوانی‌اش به دیگران و نیز به نگارنده می‌گفت، حکایت از این داشت، که خواندن و نوشتن را به‌تدریج و بدون مدرسه و معلم امّا از روی کتاب و دفتر آموخته است. او اصرار داشت که بگوید نخستین کلمات فارسی را از روی یک کتاب آموزشی «پیکار با بی‌سوادی» و به صورت پرسش از محصلین یاد گرفته است. این داستان، تفصیل و حواشی زیادی دارد. از گفته‌های یغما اطلاع داریم که او در کودکی و هنگامی که هنوز هفت یا هشت ساله بوده، در محفل‌های شاهنامه‌خوانی روستایی در شب‌های بلند زمستان، حاضر می‌شده و به گفتهٔ خودش ادبیات کتاب‌های داستانی و حماسی را به سرعت و با یکی دو بار شنیدن به حافظه می‌سپرده است.
پس از این سال‌ها نیز شواهد شفاهی اندکی موجود است که می‌گوید حیدر یغما در دوران خدمت نظام وظیفه، نامه برای خانواده‌اش می‌نوشته است. از سوی دیگر صفورا همسرش و اطرافیان دیگر یغما می‌گویند که حیدر تا حدود سال‌های ۴۰ شمسی، این جا و آن جا دعا می‌نوشته و به «ملّا حیدر» معروف بوده است. یغما در زمان حیاتش یکی دو بار از این دوران با من گفتگو کرد ولی گفتگویش هرگز رنگ تأیید، تقدس یا غیر معمول بودن این ماجرا را نداشت؛ بر عکس، هنگامی که دربارهٔ زنی صحبت می‌کرد که شوهرش او را رها کرده بوده، و رفته بوده است و دست به دامن ملاحیدر شده بوده تا مهر او را در دل شوهرش زنده کند، با خنده می‌گفت که: «من با خودم گفتم، به هر حال هر شوهری که ترک خانه کند، پس از مدتی به خانه‌اش برخواهد گشت و این مرد هم دیر یا زود به نزد همسرش باز می‌گردد. بنابراین خطوط کج و معوجی روی کاغذ نوشتم و به او دادم و گفتم این کاغذ را زیر بالشت بگذار و دعا کن. شوهرت تا چند روز دیگر باز می‌آید. از قضای روزگار، شوهر این زن دو سه روز پس از این ماجرا، به خانه‌اش برگشت و زن بیچاره گمان می‌کرد که این بازگشت، تأثیر دعای من بوده است». از این داستان و حکایات پراکنده دیگری که در این مورد می‌گفت، چنین بر می‌آمد که او قصد ندارد، خود را به نیروی روانی خارق‌العاده‌ای منسوب کند. 
از همه این‌ها گذشته، حیدر یغما به گفتهٔ همسرش، کتاب‌های روضه‌الشهدا، طوفان و سایر ادعیه را می‌خوانده و با روایات مذهبی مأنوس بوده است. به گمان من همه این خواندن‌ها، بعد از آشنایی یغما با قرآن و زبان عربی بوده است.
زهرا دختر بزرگ یغما که خاطرات دوران کودکی را مرور می‌کند می‌گوید که پدرش هنگامی که او سه چهار سالی بیشتر نداشته، اعتقادات مذهبی محکمی داشته است.
صفورا نیز می‌گوید که از مادر حیدر شنیده که حیدر را برای نقالی به روستاها می‌برده‌اند. زهرا این را هم بخاطر می‌آورد که پدرش همان سالها در روضه‌ها حاضر می‌شده و مدح ائمه را با آوازی حزین می‌خوانده است.
صفورا به نقل از خواهر و مادر حیدر می‌گوید که حیدر «خواب‌نما » شده یعنی یک شب خوابیده و صبح که بیدار شده می‌توانسته بخواند و بنویسد. اگر چه این گفته‌ها به یک افسانه بیشتر شباهت دارد تا یک نظر منطقی و قابل قبول، اما چون از زبان نزدیکترین کسان یغما نقل شده، نمی‌تواند به آسانی رد شود و دست کم می‌تواند مبنای این نظریه قرار گیرد که حیدر یغما با چنان سرعت و توانی خواندن و نوشتن را آموخته و آموخته‌هایش را وسعت بخشیده که مایه شگفتی اطرافیانش شده است.
از همه آنچه در مورد زمینه‌های آموزش و یادگیری یغما گفتم، چند نتیجه منطقی می‌توان گرفت: نخست اینکه او از همان سالهای اول کودکی، به خواندن و ادبیات کششی ذاتی داشته و قَریحه سرشار و استعداد شگفت و حافظه شاد او، این کشش ذاتی را یاری رسانده، به گونه‌ای که به زودی قادر شده است کتابهای ادعیه و روایات را بخواند و نیز با داستانهای پهلوانی آشنا شود.
نکته دیگر این‌که قرآن و آموختن عربی، کمک زیادی به معلومات ادبی و گنجینه دانش مذهبی یغما کرده و زمینه مناسبی برای سروده‌های مذهبی سالهای بعدش فراهم آورده است.
با همه اینها، نمی‌توان یک نکته را از نظر دور داشت و آن اینکه همسرش می‌گوید هنگامی که از حیدر می‌پرسیدم تو چطور به این سرعت توانستی خواندن و نوشتن بیاموزی و این‌همه لغت را در اشعارت استفاده کنی، او در پاسخ می‌گفت «نمی‌توانم واقعیت را به دیگران بگویم، می‌ترسم که آن‌ها مرا بکشند».
صفورا همسر یغما، هم آن‌زمان، و هم امروز بی‌سواد بوده و هست و نمی‌توان به گفته‌ها و خاطرات شفاهی او اعتماد زیادی کرد، اما به هر حال اگر همه شواهد مربوط به باسواد شدن و شاعر شدن یغما را کنار هم بگذاریم، باز هم ابهاماتی در میان می‌ماند که نمی‌توان دلایل منطقی برای آن جستجو کرد، بجز اینکه بپذیریم یغما قریحه‌ای سرشار، حافظه‌ای توانمند و استعدادی پر ظرفیت و طبعی حساس و روان داشته و در فاصله سالهای ازدواج تا آغاز فعالیت ادبی‌اش، پیوسته مطالعه می‌کرده و دانش ادبی می‌اندوخته است.
یادداشتهای موجود یغما حکایت از این دارد که او در سالهای 35 تا 45 را غرق در مطالعه بوده و تقریباً مهمات ادبیات فارسی و کتب احادیث و روایات و تاریخ ایران و اسلام را خوانده و قسمت قابل توجهی از آنها را به خاطر سپرده است.
داستان آشنایی یغما با جلسات قرآن کریم و چگونگی قاری شدنش، ماجرایی شنیدنی است. یغما تعریف می‌کرد که یک روز که از کار خشتمالی به خانه برمی‌گشته و در حالی که قالب خشت و بیلی در دست داشته و سر و پایش گل‌آلود بوده است، هنگامی که از کنار خانه‌ای می‌گذشته صدای قرائت را می‌شنود و به شوق شرکت در جلسه و یادگیری قرآن، وارد آن خانه می‌شود. بیل و قالبش را در گوشه حیاط می‌گذارد و داخل اتاقی می‌شود که جلسه در آن تشکیل شده است. وقتی وارد اتاق می‌شود، دور تا دور اتاق را پر از مستمع می‌بیند و در تنها جای خالی که بالای مجلس  بوده می‌نشیند.
در حالی که دیگران درباره او پچ پچ می‌کرده و احتمالاً به این ژولیده گل‌آلود می‌خندیده‌اند پیرمردی معمّم با عصایی در دست وارد می‌شود و وقتی مرد گل‌آلود را در جای خود می‌بیند با تمسخر، عصایش را به شانه او می‌زند و با کلماتی توهین‌آمیز به وضعیت سر و لباس او اشاره و او را از خانه بیرون می‌کند. این گفته‌های تمسخر آمیز و تحقیر کننده به یغما بر می‌خورد و او از خانه خارج می‌شود. امّا لحظاتی بعد، سمج‌وار بر می‌گردد و این بار پایین مجلس، کنار در می‌نشیند.
یغما می‌گفت که سال بعد و هنگامی که یک قاری بزرگ و معروف شده بوده و رهبری چند جلسه قرآن را بر عهده داشته، پیرمرد معمّم را می‌بیند و پیرمرد به او می‌گوید: «ملّاحیدر! یکی از جلساتت را به ما بده بی معرفت!»
یغما این خاطره را با خشم و کینه‌وار نقل می‌کرد و می‌گفت که تعداد زیادی از آدمهایی مثل این پیرمرد، سر راه او قرار گرفته‌اند و او را از ادامه کار باز داشته‌اند، امّا او اعتنایی به آنها نکرده و کوشش خود را ادامه داده است.
زهرا دختر بزرگ یغما می‌گوید که وقتی او کودکی بیش نبوده، پدرش را هفته به هفته نمی‌دیده است. صفورا نیز این مطلب را تأیید می‌کند و می‌گوید صبح‌ها، خیلی زود از خانه بیرون می‌رفت و شب دیرهنگام به خانه بر می‌گشت. او نمی‌داند که یغما به کجا می‌رفته، امّا در ماه محرّم و روزهای عاشورا و تاسوعا، صفورا می‌گوید که او روز قبل از تاسوعا، در حالی که دستمالی نان خشک می‌بست راهی بیابان می‌شد و هنگامی که عصر عاشورا به خانه بر می‌گشت، چشمهایش یک کاسه خون بود.
با توجّه به گفته‌های همسر، دختر و مادر یغما و نیز با خاطراتی که خودم آنها را از زبان یغما شنیده‌ام پس از ازدواج و احتمالاً در سن 32 سالگی تریاک را ترک می‌کند. سپس با زمینه اعتقادات دینی‌اش، به جلسات قرآن روی می‌کند و قرآن را می‌آموزد. قرآن و سایر کتب اسلامی که به عربی نگارش یافته‌اند، او را با گنجینه سرشار لغات و ادبیات فارسی و عربی آشنا می‌کند.
او پس از آن به کتابخانه عمومی نیشابور می‌رفته و با ولع و اشتیاق زیاد، کتاب می‌خوانده است.
نوشتن را نیز در همین سالها و با کمک دانش آموزان و دانشجویانی که به شخصیت عارف‌گونه او علاقه داشتند یاد می‌گرفته است.
در همان سالهای اول زندگی زناشویی، دو فرزندش فاطمه و محمد را در اثر فقر و بیماری از دست داده و زهرا می‌گوید که پس از مرگ این دختر و پسر، پدرش، او و مادر را برداشته و در جستجوی کار و احتمالاً برای فرار از غم جانکاه مرگ فرزندانش به تهران رفته است. در این ایام صفورا بشدت بیمار بوده و تاب درد غربت نداشته است.
پس از دو سه ماهی، صفورا و زهرا به نیشابور برمی‌گردند و یغما چند ماه دیگر در تهران می‌ماند.
اما بالأخره به نیشابور بر می‌گردد و دوباره زندگیْ در کنار خانواده‌اش را از سر می‌گیرد.
من (نگارنده) چهارمین فرزند یغما هستم و پس از زهرا که در 1342 به دنیا آمده، دومین بچه زنده خانواده‌ام. سالهای اول زندگی من، مقارن با آغاز دوره بیابان‌گردیها و به اعتباری، سیر و سلوک پدرم بوده است.
منظور من از بکار بردن عبارت «سیر وسلوک» به هیچ‌وجه این نیست که ادعا کنم یغما عارف یا صوفی بود، اگر چه افکار و و عوالم وی شباهت زیادی به عرفای ملامتّیه داشت. یغما همانطور که در مثنوی زندگینامه‌اش سروده، پس از این که اعتیاد را ترک کرده و به دوره حکومت عقل و اندیشه نزدیک می‌شده، به یک بازبینی کلی و طولانی در گذشته‌اش می‌پردازد.
سروده‌های مذهبی‌اش که صفحات انبوهی از دفاتر بجامانده اشعارش را فرا گرفته و تعداد زیادی از آنها فاقد ارزش ادبی است، احتمالاً حاصل همین سالهای مکاشفه و تنهایی است.
صفورا و زهرا که در این سالها عسرت و فقر مادی زندگی را بیش از هر زمان دیگری احساس کرده‌اند، خاطرات دردمندانه زیادی، از این سالها دارند. زهرا در حدود هفت ـ هشت سالگی به کار قالیبافی گماشته می‌شود تا قسمتی از معاش خانواده را تأمین کند. دخترک، علاوه بر درد و رنجی که از محرومیت تحصیل و کم‌توجهی پدر و مادر تحمل می‌کرده، در چنگال روابط خشمگینانه و سبعانه کارگاههای قالیبافی آن روزها، فرسوده می‌شود. او به یاد می‌آورد که روزی، یکی از سرکارگرها او را با تسمه‌های آهنی به شدت کتک زده و به خانه فرستاده بوده است. یغما هنگامی که شب هنگام به خانه می‌آید و دخترک را می‌بیند، از شدت خشم و اندوه به جوش می‌آید و روز بعد هر چه ناسزا به دهانش می‌آمده بر سرکارگر کارگاه گفته است. 
اما این ستمها، باعث نمی‌شود که زهرا از کار آسوده شود. هنوز می‌باید چند سالی دیگر می‌گذشته تا میوه کال درخت معرفت یغما رسیده گردد و دخترش را به مدرسه شبانه بفرستد تا با بزرگسالان، همکلاس شود.
در همین سالهای فقر خانواده و نیز از مدتها پیش از آن، صفورا که دختر روستا و کار و رنج بوده، در خانه شوهر نیز تن نیاسوده و تا شوهرش از دنیای دیوانگی و سرگشتگی روحی به خانه بازآید، با چرخه نخ بازکنی قالیبافی، دمساز بوده است.
من سالهای زیادی را بخاطر دارم که صفورا، کوهی از نخ قالیبافی به وزن 15 یا 20 کیلو را در چادرشبی می‌بست و روی سرش می‌گذاشت. صفورا این نخها را از کارگاه قالیبافی راسخی در خیابان ارگ یا کارگاه حاجی زمان در خیابان عطار به اتاق اجاره‌ای‌اش در کوچه نگارستان خیابان دارایی می‌برد و یکی دو روز بعد در حالی که آنها را به گنجهایی زیبا تبدیل کرده بود به کارگاه باز می‌گرداند. مادر و دختر به سختی کار می‌کردند تا یغما در بیابانهای وسیع و دوردست دامنه بینالود، در سکوت غریب و پرآفتاب دشتها، جانش را بپرورد و پسر خانواده به مدرسه برود و درس بخواند.
من به یاد دارم که یک روز سرد و برفی زمستان، از مدرسه بر می‌گشتم در حالی که از سرما سیاه شده بودم. مدرسه من، دبستان نظیری در پایین خیابان ارگ بود و من، پسر 6 ساله‌ای با کفشهای لاستیکی پاره، بدون جوراب و با کُتی نیمدار و پاره پوره، تمام مسیر سه کیلومتری خانه و مدرسه را پیاده طی می‌کردم.
آن روز، در حالی که برفهای آب شده داخل کفشهایم، پاهایم را از رمق انداخته بود و از شدت سرما اشک در چشمانم نشسته بود، مردی از همسایگانمان مرا در نیمه راه مدرسه دید و سوار موتورگازی‌ام کرد. وقتی مرا به خانه رساند، کلی بد و بیراه به پدرم گفت. پدرم بعد از رفتن آن همسایه، مرا تنگ در آغوش گرفت و در حالی که می‌گریست گفت: «ناراحت نباش پسرم! برایت کفش و دستکش و لباس می‌خرم». امّا او می‌دانست که به وعده‌هایش به این زودی وفا نمی‌کند. هنوز چند سال دیگر باید می‌‌گذشت و گذشت.
رفته رفته یغما به زندگی کارگری باز می‌گشت و همه خشم و غرور و غربت و تنهایی و ناآرامی‌اش را در کار سنگین بیل و زمین و خشت، تخلیه می‌کرد. او در این سالها، که مقارن با دوره آغاز فعالیت ادبی اوست، ظاهری بسیار ژولیده و آشفته دارد و این ظاهر آشفته، او را به دیوانه‌ای پریشان احوال شبیه می‌کند.
یغما می‌گفت که در این سالها بیشترین جفا را از اهل مدرسه و دانشگاه دیده است. گویا هنگامی که از کار خشت و گل به خانه بازمی‌گشته، جوانان و خامسران، او را با سنگ و میوه‌های پوسیده می‌زده‌اند و دشنام می‌داده‌اند.
امّا او گویی چنان به استواری گام و درستی راهش ایمان داشته که این نامردمیها نه تنها مانع او نبوده، بلکه او آن را عاملی برای تقویت روح و اندیشه‌اش تلقی می‌کرده است.
یغما در سال 1346، یک جزوه جیبی 16 صفحه‌ای از سروده‌های مذهبی‌اش را با عنوان «اشک عاشورا» در چاپخانه کوشش مشهد چاپ کرده و استقبال خوب مردم از این اثر، امید و اراده او را استوارتر کرده است. 
او که سالهای پیش از آن را در برزخ تردید و یقین به سر برده است، مجموعه‌ای از رباعیات خود را که بعضی از آنها بویی از اپیکوریسم نیز دارد، سه سال بعد، یعنی در 1349 شمسی چاپ می‌کند.
به نظر من، رباعیات یغما که نمونه‌ای از آن را در بخش پایانی دیوانش می‌خوانید، بکلی خالی از ارزش هنری و ادبی است و می‌توان آنها را سیاه مشقهای شاعر دانست. اما همین سیاه‌مشقها در بعضی موارد، چنان جسورانه سروده شده که دردسرهایی جدی را برای شاعر ایجاد کرده است. 
اتهام تکفیر یغما، بخصوص بازتاب یکی دو رباعی گستاخانه است که البته از دیدگاه اهل نظر، بسیار معرفت‌آمیز است. اما شایعاتی که بدخواهان شاعر درمی‌اندازند و صدای آن تا حوزه علمیه نیشابور هم می‌رسد، به آن اندازه‌ای قوّت دارد که بعضی روحانیون متحجر و جزم‌اندیش را وادار کند که فتوای ارتداد او را صادر کنند و اعلام نمایند که «زنش در خانه‌اش حرام است».
یغما می‌گفت که این تهدید، جدی شده و زمانی حتی می‌خواسته‌اند او را در چهار سوق شهر به آتش بکشند. او که عاقل‌تر از آن بود که به این آسانی تن به مرگ دهد، توبه می‌کند و قول می‌دهد که کتابهای فروخته شده را جمع‌آوری کند و پس از این، دیگر کتاب نفروشد. رفته رفته، پای یغما به انجمنهای ادبی خراسان باز می‌شود و طولی نمی‌کشد که شهرتش از دروازه‌های خراسان فراتر می‌رود. 
چند سال پیشتر از این، یغما اولین و آخرین سروده درباری‌اش را به مناسبت تاجگذاری محمدرضا پهلوی می‌سراید- یا او را وادار می‌کنند که بسراید. بدون این که بخواهم یغما را از اتهامی مبرّا کنم می‌گویم دلایلی وجود دارد که این سروده تحمیلی بوده است. نخست این‌که، در سالهای سرایش این مثنوی- که تا کنون در میان دست‌نوشته‌هایش یافت نشده است- هنوز اعتقادات مذهبی یغما قوّت داشته و این اعتقادات مانع از این بوده که برای خانواده سلطنتی به میل خود شعر بگوید؛ کمااینکه در همین سالها بعنوان قاری برتر از مجمع قاریان خراسان، جایزه‌ای دریافت کرده است. 
دیگر این‌که، این مثنوی را که ظاهراً برای مراسم تاجگذاری سروده بوده، خودش رغبت نمی‌کند بخواند و به پسر پنج ساله‌اش- که من باشم- دیکته می‌خواند که او حفظ شود و مثنوی را از بر بخواند. جالب این‌که علاوه بر آن‌شعر یاد شده توسط یک کودک 5 ساله و در یک اجتماع رسمی با حضور مقامات شهر خوانده می‌شود، این کودک 5 ساله از شدت ترس و خجالت از جمعیت حاضر، خودش را روی صحنه خیس می‌کند و اسباب خنده و تمسخر حضار فراهم می‌شود.
نکته دیگر این‌که یغما حدود 8 سال بعد یعنی در اوج حکومت پهلوی، در پاسخ خبرنگاری که او را سارق ادبی می‌نامد و از او می‌خواهد برای صدق ادعای شاعری‌اش، در حضور او شعری بسراید، در قصیده‌ای ضمن درد دلی خشمگینانه چنین پاسخ می‌دهد:
آن قامتی که بایدش از چرخ بگذرد 
در روبروی مسند ممدوح خم گرفت 
و درست یک سال بعد در قصیده‌ای دیگر می‌سراید:
من نیم مداح از من چشم مداحی مدار 
گر که خود گوید که مداح منی یزدان من 
به هر حال، از آنجا که زندگی کارگری یغما و گرایش و وابستگی‌اش به طبقه زحمتکش جامعه، شائبه وجود یک اندیشه سیاسی را ایجاد می‌کرده، مأموران ساواک به تکاپو می‌افتند و برای تطمیع یغما، یک مرد شیک‌پوش را با یک کیف سامسونت پر از اسکناس از دفتر شهبانو به خانه او می‌فرستند.
من این ماجرای اخیر را به یاد دارم و زهرا خواهرم پیشنهادات آن مرد شیک‌پوش را به خاطر می‌آورد. او به یغما می‌گوید: «ما حاضریم خانواده تو را به تهران ببریم و یک زندگی مرفه برایتان فراهم کنیم. یک باغ بزرگ در اختیارت می‌گذاریم تا تو به کار شعر و سروده‌هایت برسی و خانواده‌ات نیز در رفاه زندگی کنند».
زهرا می‌گوید: «من که رنج و سختی زیادی کشیده بودم و نیز مادرم که زندگی فقیرانه، طاقت او را طاق کرده بود خوشحال از پیشنهاد مرد، وعده یک زندگی آسوده و مرفه را به خودمان دادیم. آن مرد پولهایی را که با خود آورده بود روی کرسی ریخت و گفت که یک هفته دیگر برای بردن ما می‌آید. ما خوشحال و مطمئن روزشماری می‌کردیم و هنگامی که پس از یکی دو هفته سر و کله مرد شیک‌پوش پیدا نشد، از پدرم پرسیدم که چرا این مرد نیامد؟ پدرم چنان سیلی محکمی به من زد که هنوز بخاطرم مانده است و بعد به من گفت: «می‌خواهی من آبرو، حیثیت و آزادگی‌ام را به پول بفروشم؟»
من نمی‌دانستم که پدرم پولهای آن مرد را همان روز به او برگردانده و به او گفته: «شما بروید ما خودمان بعداً می‌آییم».
این حادثه و رویدادهای مشابه دیگری که در سالهای بعد اتفاق افتاد، طبع حساس و رنج‌کشیده شاعر را تحریک کرد و سروده‌هایی ناب از آن بیرون کشید. عنوان شدن اشعار یغما در محافل ادبی، کم‌کم او را در بین اهل نظر مطرح ساخت و در حدود سال 1354 بود که خبرنگار مجله اطلاعات هفتگی آنروز، به قصد کشف یک اختلاس ادبی، به نیشابور آمد و با یغما مصاحبه کرد.
آن خبرنگار نادان، که بر اساس شنیده‌هایش، پیش فرضهایی را در ذهن خود ساخته بود، با طرح اتهاماتی نظیر سرقت ادبی و این‌که یغما کتاب یا دیوان کهنه‌ای پیدا کرده و اشعاری را بتدریج از آن بر می‌دارد و به نام خودش منتشر می‌کند چنان روح سرکش، آزاد و متلاطم یغما را آزرده بود که یغما او را با تندی از خود رانده بود.
این برخورد تند، ظنّ خبرنگار را تقویت کرده بود و حاصل این بدگمانی مقاله‌ای بود که در همان سال در مجله یاد شده به چاپ رسید. با آن‌که به یاد دارم یغما، علی‌رغم اصرار دوستانش، تمایلی به پاسخ دادن به این مقاله را نداشت، اما غرور جریحه‌دار شده شاعر، قصیده‌ای را پرورد کهبیتی از آ را پیش از این آوردم و مطلع آن چنین است: 
چون آفتاب چرخ که ابرش دژم گرفت 
آیینه زلال دلم باز غم گرفت
آهم دوباره سر به سر اختران گذاشت 
چشمم دوباره دامنم از اشک، یم گرفت 
دیروز ناکسی ط پی ناسزای من 
خیره نشست و صفحه گشود و فلم گرفت …
اگر چه یغما روز به روز بر شهرتش افزوده می‌شد و شاعران و ادب دوستانی از سراسر کشور وی را دعوت می‌کردند، اما او سعی داشت از هیاهوی شهرت کناره گیرد و بر کار و بار و مرام خویش استوار بماند.
خشتمالی عمده‌ترین پیشه شاعر بود و خشت به عنوان نماد و سمبل شعر یغما معروف شد. او ابیات زیادی در شرافت و ارج کار یدی سروده بود و از آنجا که تعلقی وافر به کار خشت داشت، پسوند فامیل خود را چنین نهاد: «شاعر خشتمال نیشابوری».
یغما به بیماری بواسیر و فتق مبتلا بود، اما اعتقاد داشت که درمان این دو بیماری، به دلیل اشتعال او به کار سنگین خشتمالی، بیهوده است و عود می‌کند. در تمام بیست و اندی سال که این دو بیماری عذابش می‌دادند، حتی یکبار از درد شکایت نکرد و تنها، همسرش که لباس زیر او را می‌شست قطرات خون خشکیده را در لباس زیر او می‌دید. به هر حال چهار پنج سال قبل از مرگش، هنگامی که پزشکان گفتند به بیماری قلبی مبتلا شده و نباید کار سنگین انجام دهد، به اصرار دوستانش در بیمارستان قمر بنی‌هاشم نیشابور بستری شد و یک پزشک ماهر، فتق او را جراحی کرد. با اوج گرفتن شهرت یغما، دوستانش به این فکر افتادند که اسبابی فراهم کنند تا هم سنگینی کار خشتمالی و کارگری آسوده شود و هم فراغ بیشتری برای کار شعر بیابد. کم‌کم به صرافت افتادند که درآمدی برای شاعر مهیا کنند و یکی دو بار هم این موضوع را به او گفتند. یغما از این پیشنهادها ریجیده‌خاطر شد و در مراسم بزرگداشتی که در سال 1355 در سالن باغ‌ملی نیشابور برایش بر پا کرده بودند، خشم و نفرت خود را از این اصرارها و تمهیدات لطف‌آمیز دوستانش در قصیده‌ای غّرا ابراز داشت. قصیده‌، متین، مستحکم و مطنطن بود و چنان عزم و اراده راسخی از شاعر به نمایش گذاشته بود که حیرت همگان را بر‌انگیخت و بر شهرت او افزود.
یغما، یک بیماری رنج آور دیگر هم داشت و آن نوعی سرطان پوست بود. در حدود سال 1352 زخمی روی لبش نشست که همه گمان کردند تبخال است. این زخم خوب نشد و حدود شش یا هفت سال، یغما نتوانست براحتی صحبت کند یا غذا بخورد. بالاخره یک پزشک حاذق با وساطت یک دوست، لب او را جراحی کرد و بعد از عمل به او گفته شد که در صورت دیر شدن عمل، این زخم کهنه و سمج همیشه خونریزی داشت یغما با صبوری آن را تحمل می‌کرد.  
سال 1355 یک تهیه کننده رادیو و تلویزیون خراسان که از دوستان صمیمی یغما بود با همکاری گروهی فیلمساز، زندگی یغما را در قالب یک فیلم 35 میلیمتری مستند 20 دقیقه‌ای، به تصویر کشیدند. این فیلم در جشنواره توس به نمایش درآمد و آوازه یغما بیشتر نقاط کشور را درنوردید. این شهرت به جایی  رسید که در سال 1367، چند ماه پس از درگذشت شاعر، یک منتقد درسوئد،
بر اساس کتاب «گلچینی از غزلیات یغما» نقدی در مجله آدینه نوشت که البته بسیار سطحی و ابتدایی بود.
نقصان و خام بودن نقد مزبور، مولود چاپ بسیار بد و مشحون از غلط چاپی، منتشر شده بود. همین کتاب نیز مبنای نقد قرار گرفته بود. اطلاعات منتقد از زندگی و آثار یغما بسیار اندک و محدود بود و آنچه او نگاشته بود، دستی از دور بود بر آتشی که گرمایش می‌رفت که همه ایران را گرم کند.
انقلاب، اگر چه تحولی اساسی در ایران ایجاد کرد، اما در شعر یغما انعکاس در خود توجهی نیافت. یغما بکلی از سیاست دور بود و آن را شایسته توجه نمی‌دانست. او در واقع به سیاست به چشم یک فریب اجتماعی می‌نگریست و سیاستمداران را قابل اعتماد نمی‌دانست. یکی دو سروده زیبا درباره انقلاب و آزادی، دو مثنوی درباره جنگ، یک مرثیه بلند غم‌انگیز در توصیف بهشت زهرا و چند بیت پراکنده در لابلای غزلهایش، همه حاصل تأثیرات انقلاب و دنیای پس از آن در شعر یغماست.
در سال 1365 مجموعه «سیری در غزلیات یغما» در دانشگاه فردوسی مشهد به چاپ رسید که بجز چند غزل و مثنوی، چیزی فراتر از غزلیات قبلی نبود؛ مضاف بر این‌که بسیاری از غزلهای کتاب قبلی را نیز نداشت، غلطها بگونه‌ای دیگر تکرار شد و بسیاری از ابیات بنا بر صلاحدید دوستان شاعر، ناشر، ترس خود سراینده و بعضی ملاحظات دیگر، دچار اصلاح و تعدیل گردید. 
مقدمه کتاب، توسط آقای عباس خیرآبادی -تهیه کننده فیلم «صومعه خالی آن روزها» در جشنواره توس -دوست دیرین یغما، تحریر شد. اگر چه این مقدمه، چندان اطلاع جامعی به خوانندگان غیر آشنا، در مورد یغما نمی‌داد، اما از حد مجموعه یاد شده فراتر بود. قلم عالمانه این دوست دانشمند یغما، نقص کتاب را می‌پوشاند و نوید چاپ آثار بهتر را در آینده می‌داد.
صفورا، در طول این سالها، همیشه و در همه حال کنار یغما بود. همسری مهربان، مادری زحمتکش برای فرزندانش و همدمی خوش مشرب برای دوستان نزدیک و کدبانویی صابر، پرتوان و نظیف برای میهمانی‌های بیشمار یغما .
یغما اگر چه فقیر، اما منیع الطبع و سخی بود. در خانه‌اش و خوان نعمتش بر روی همه گسترده بود. خیلیها از گوشه و کنار کشور به دیدن یغما می‌آمدند و در خانه او «نان عبرت» می‌خوردند. وی در همان اتاقی که 15 سال آخر زندگیش، از میهمانان و دوستدارانش پذیرایی کرده بود، شب دوم اسفند 1366، بدون هیچ نشانی از بیماری و کسالت به بستر رفت. به عادت هر روز، همسرش گمان می‌کرد که او صبح زود به سر کارش رفته است. هنگامی که ساعت 7 صبح صفورا - که داروی آرامبخش مصرف می‌کرد- از خواب بیدار شد و یغما را در رختخواب دید، او را صدا زد که بگوید: «کارت دیر شد ، بلند شو!» اما او تکان نخورد و حتی چشم باز نکرد.
ساعتی بعد پزشک قانوئنی به منزل یغما آمد و پس از معاینه جسد، گفت که حدود ساعت شش بامداد -تنها یک ساعت پیش از بیدار شدن صفورا- یغما، درگذشته است.
کشور که در سالهای آخر عمر بکلی نابینا شده و تنها به بوی یغما زنده بود، بعد از اینکه خبر مرگ یغما را به او دادند، دیگر تاب نیاورد. آنقدر در غم حیدرش تنها گریست و غصه خورد که سالی بعد، در اردیبهشت 1368 در سن 88 سالگی زندگی را وداع گفت.
خدیجه تنها خواهر یغما، پیش از ازدواج یغما، به عقد یک مرد مهربان روستایی درآمد که بعد فهمیدند معتاد بوده است. این مرد سالها بعد در اثر بیماری درگذشت و خدیجه نیز در 1388 در خانه سالمندان سبزوار، زندگی را بدرود گفت. خواهرزادگان یغما -یک پسر و یک دختر- در سبزوار زندگی می‌کنند.
صفورا که در طول سالهای تلخ فقارت و کار رنج‌آور، دچار وسواس و افسردگی شده بود، پس از چند سال درمان، به بهبود نسبی رسید و تا سال 1378 حیات داشت، اما در این سال، حمله‌ی یک آسم آلرژیک، که مصرف سیگار هم آن را تشدید می‌کرد، وی را از پا درآورد. آرامگاه وی را به وصیت خودش، در کنار گور شوهرش نهادند.
زهرا دختر بزرگ خانواده و فرزند مهربان و مسؤولیت‌شناس یغما که سالهای شیرین نوجوانی را نان‌آور خانه یغما بوده، اکنون دهه‌ی ششم زندگی را می‌گذراند و در منزلی که در کنار خانه‌ی پدری داشت، زندگی می‌کند. شوهر فداکار و شریف او، در 1374 در سنین جوانی بر اثر ایست قلبی درگذشت. 
من ابوالفضل، تنها پسر حیدر، ادبیات خواندم و بازنشسته‌ی روزنامه‌نگاری‌ام و در دوران بازنشستگی در روستای زادگاه پدر، مسکن گرفته‌ام و مشغول خواندن و نوشتنم.
پروین، آخرین فرزند یغما که مانند من نقش چندانی در زندگی ادبی یغما نداشته، اینک با خانواده‌اش در خیابان دارایی نیشابور مسکن دارد. همه خانواده یغما همین‌هایند. یغما بازمانده دیگری ندارد.

## اشعار

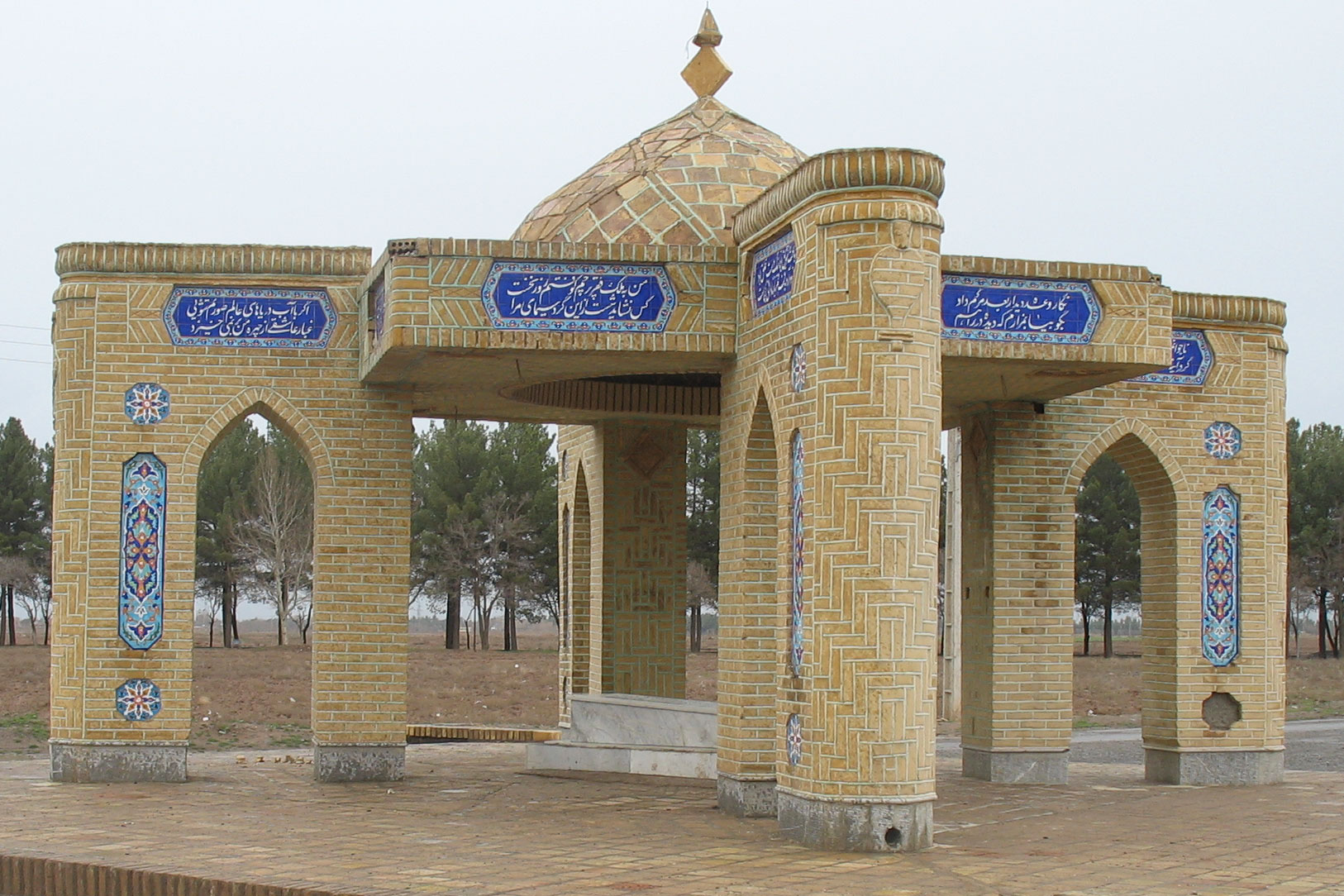
آرامگاه حیدر یغما، نیشابور

او در چهل سالگی برای نخستین بار شعرهای خود را بر روی کاغذ آورد و اولین مجموعهٔ شعرهای خود را در سال ۱۳۴۶ با نام «اشک عاشورا» به چاپ رساند؛ پس از سه سال مجموعه‌ای از رباعیاتش و در سال ۱۳۵۵ نخستین مجموعهٔ غزل‌هایش را و در سال ۱۳۶۵ کتاب دیگری به نام «سیری در غزلیات یغما» را به چاپ رساند. او نزدیک به ۴۵۰۰ بیت شعر دارد که گزیده‌ای از آن‌ها در کتاب شاعر خشتمال نوشتهٔ جواد محقق نیشابوری برای اولین بار در سال ۱۳۷۳ به چاپ رسید.

### مضامین
مضامین شعری مضامین شعری یغما بسیار وسیع است. تقریباً تمام مضامینی که شاعران بزرگ فارسی در اشعار خود آورده‌اند، در شعر او دیده می‌شود. در برخی موارد، اشعار او مضامین بدیعی دارد. شعرهای این شعر سرا را می‌توان در سه جستار گنجاند:
1. سخن عشق
2. سخن با خود
3. جهان‌بینی و باورها

#### مضامین آیینی
در اشعار آیینیِ یغما، زاویهٔ دیدِ شاعر در انتخاب موضوع و طرز بیان آن قابل توجه است. این مضامین کمتر مورد توجه شاعران دیگر قرار گرفته‌است، و نمونه‌ای از آن را می‌توان در این شعری که از زبان زینب خطاب به برادرش، حسین، سروده شده ملاحظه کرد:
| گفته بودی که سرِ نعش تو افغان نکنم     |  | نزنم لطمه به رخ، موی پریشان نکنم     |
| بر سر نعش تو ای زادهٔ زهرا امروز       |  | نیستم خواهر، اگر ترک سر و جان نکنم   |
| یا حسین! دست من و دامن تو، خیز ز جای! |  | تا که خون از مژهٔ خویش به دامان نکنم  |
| سایه از قامت تو بود مرا روزی چند      |  | چه کنم، گر که کنون لطف تو جبران نکنم |
| یاد عطشانیِ لب‌های تو را تا لب گور      |  | از دل خویش فراموش حسین جان نکنم      |

#### فقر و سلطنت
یکی از مضامین شعری یغما فقر و شکیبایی است. این طرز دید تا حدی از جهان‌بینی شاعر سرچشمه می‌گیرد که دنیا را بی‌اعتبار می‌خواند.
| گدا چو سلطنت فقر را رها نکند     |  | که سلطنت کند ای دوست! گر گدا نکند |
| به سیم و زر نتوانش خرید وقت عزیز |  | گدای خاک‌نشینی که فکر جا نکند      |
| چو خاک می‌شمرد سیم را اگر که فقیر |  | ز کیمیای نظر خاک را طلا نکند      |

در ادبیاتی از اشعار اوست که:
...
مُردهٔ من، بی‌کفن از فقر خواهد شد به خاک…
با خدای خویش این است آخرین پیمان من…
بی‌تامل خانه بر فرقش فرو می‌آورم…
گر گذارد نعمت دنیا قدم بر خوان من

#### عشق
۸۰ درصد شعرهای یغما «سخن عشق» است. او در این زمینه شعرهایی برابر با شعرسرایان هم ردیف خود ندارد ولی در دیگر جستارها ابیات برجسته با درون‌مایهٔ آزادگی، بسندگی، والا منشی، فرازهای تهیدستی، سرکشی و غرور دارد. شعرهای یغما پر از آرایه‌های ادبی معنوی و ظاهری است. آرایه‌های شعرهای یغما ساختگی نیستند و از درون او جوشیده‌اند. او در شعرهای خود کار و کارگری را ستوده و خود را بی‌نیاز از آستان استاد دانسته و این از آن جا بوده که می‌پنداشته آن‌ها سخنی برای گفتن ندارند. شعرهای زیر برای نمونه آورده شده‌اند:

| خوردن نان ز شانهٔ دگران      |  | فخر بی جاست ای برادر جان  |
| به جزاز کردار و از پینهٔ دست |  | جهل محض است هرچه دانش هست |
| بیل در دست داشتن دانش       |  | دانه در خاک کاشتن دانش    |
| گر به بال ملک سوار شوی      |  | سوی کیوان ستاره وار شوی   |
| شانه خالی اگر کنی از کار    |  | پیش مردان روزگاری خوار    |
| صد هزار افتخار کشور جم      |  | صد هزارن هزار نیش قلم     |
| کار یک بیل کارگر نکند       |  | به پشیزی است کار اگر نکند |

چون یغما سواد چندانی نداشت شیوهٔ نوشتن پاره‌ای از واژگان را نمی‌دانست و آن‌ها را به گونه‌ای دیگر به کار برده‌است. برای نمونه به جای حشم و بن از حشام و بان در شعرهای خود به کار برده‌است:
| کی ز یغما می‌کند پرواجوی آنکس که خود |  | ده سکندر با سپه برد و صد سلیمان با حشام |

و نمونه‌ای دیگر:
| عشق رویت که بود آفت جان |  | همچو دندان کرم خورده ز بان |
| بکشیدم که جاش پیدا نیست |  | اثرش در دهان یغما نیست     |